# Takuidae
Takuidae is een familie van kreeftachtigen uit de klasse van de Malacostraca (Hogere kreeftachtigen).

## Geslachten
- Mesacturoides Manning, 1978
- Mesacturus Miers, 1880
- Taku Manning, 1995